# Лужное (Дзержинский район)
Лужное — деревня в Дзержинском муниципальном районе Калужской области России. Население — 203 жителя (2010 год).
Расположена в 15 км на юго-запад от города Кондрово, на правом берегу реки Угра.
Входит в состав Сельского поселения «Деревня Сени». Центр сельского поселения «Деревня Сени» — в деревне находится администрация сельского поселения. Крупнейший населённый пункт муниципального образования сельское поселение «Деревня Сени».

## Местоположение
Деревня расположена на правом берегу реки Угра — притоке реки Ока.

### Климат
Преобладает умеренно континентальный климат: с умеренно жарким и влажным летом и умеренно холодной зимой с устойчивым снежным покровом.
По количеству выпадающих осадков можно отнести к зоне достаточного увлажнения. Среднегодовое количество колеблется от 690 до 826 мм.

## История
В переписи 1644 г. деревня Лужная указана "за стольником за Князем Петром Дмитриевичем Пожарским в вотчине отца его" (РГАДА).  Во второй половине 18-го века деревня нанесена на План генерального межевания Медынского уезда 1779 года. Накануне крестьянской реформы, деревня числилась, как вотчина господина князя Владимира Владимировича Яшвиля (ГАКО Ф.33, оп.2, д.1334).
В годы Великой Отечественной войны деревня была оккупирована гитлеровскими войсками осенью 1941 года, освобождена от оккупации в январе 1942 года.
В 1980—90-х годах деревня — центр СХТОО «Рассвет».

## Население
| 2002 | 2010 |
| ---- | ---- |
| 168  | ↗203 |

## Образование
- МКОУ «Лужновская средняя общеобразовательная школа»[5]

## Связь
- МТС — в деревне расположена вышка МТС, обеспечивающая отличную мобильную связь.
- Билайн — уверенный приём в населённом пункте на открытых участках местности; неуверенный приём в закрытых помещениях.

## Почта
Сельское отделение почтовой связи «Сени» структурно входит в состав российской унитарной государственной компании, оператора российской государственной почтовой сети ФГУП «Почта России». Отделение почтовой связи «Сени» находится на территории деревни Лужное по адресу: улица Центральная, дом 2. В первом десятилетии XXI век почтовое отделение переехало в новое помещение в деревне Лужное из деревни Сени. Название сельское отделение почтовой связи «Сени» сохранилось.
Индекс отделения почтовой связи «Сени» — 249868.
отделение почтовой связи «Сени» обслуживает деревни Сени, Давыдово, Девятилово, Куприяново, Лужное, Миленки, Озерна, Потапово Сельского поселения «Деревня Сени».

## Транспорт
- Автобусное сообщение с центром Дзержинского района городом Кондрово, деревнями сельского поселения «Деревня Сени»: Давыдово, Куприяново.
- Такси (г. Кондрово)

## Торговля
- Магазин (продукты питания, промышленные товары, товары широкого потребления)
- Торговая палатка (продукты питания)